# تپه گورستان حسن قشلاق ۱
تپه قبرستان حسن قشلاق ۱ مربوط به دوران پیش از تاریخ ایران باستان است و در شهرستان بوئین‌زهرا، بخش آوج، روستای محمودآباد واقع شده و این اثر در تاریخ ۱۹ اسفند ۱۳۸۰ با شمارهٔ ثبت ۴۹۳۷ به‌عنوان یکی از آثار ملی ایران به ثبت رسیده است.